# 欧仁·鲍狄埃
欧仁·鲍狄埃（法語：Eugène Pottier，法語發音：[øʒɛn pɔtje]；1816年10月4日—1887年11月6日）是法国革命家、詩人，巴黎公社的主要领导人之一，《国际歌》的作詞人。

## 生平

### 早年经历
鲍狄埃出身于巴黎的一个工人家庭，13岁当童工，后来又当绘制印花布图样的技工，一生过着贫困的生活。
1830年巴黎人民起来反对波旁王朝的统治，在斗争中，法国工人阶级充分显示了自己的力量；这次斗争也是使鲍狄埃觉醒的“第一声战鼓”。14岁的鲍狄埃，伴随着革命的枪声，写下反应这次斗争的诗篇——《自由万岁》，开始了自己的创作。他的诗歌创作一开始就同法国革命斗争联系在一起。1831年，他将《自由万岁》等七月革命时期写的15首政治诗汇成诗集《年轻的诗神》出版。诗集的主要内容是：抨击复辟的封建王朝，欢呼七月革命的胜利，表示对七月王朝的失望与谴责。

### 革命生涯
1840年，鲍狄埃创作了《是人各一份的时候了》，体现出巴贝夫的平均共产主义思想，标志着鲍狄埃的创作开始探索工人阶级解放的道路。
1848年，二月起义推翻了七月王朝。鲍狄埃参加了二月起義，并写了《人民》一诗。诗篇描绘了参加武装斗争的工人形象，表达了他们“不自由，毋宁死”的决心。革命后的资本主义统治使他认清了二月起义后建立的第二共和国，绝不是工人所要求的“劳动共和国”或“社会共和国”，而是地道的资产阶级共和国。于是鲍狄埃创作了《该拆掉的老房子》，撕去了共和国骗人的假面具，揭示出它依然是个充满阶级压迫、阶级剥削的资产阶级国家。虽然它刚刚建立，但已腐朽；虽然外表“华丽”，但却要崩塌。他号召人民起来推翻资产阶级的统治。六月，巴黎工人又举行了起义。这是现代社会中两大对立阶级间的第一次伟大战斗，鲍狄埃“作为一个街垒斗士参加了工人反对资产阶级的伟大战斗”。在资产阶级武装的血腥镇压下，起义失败了。鲍狄埃写下诗歌《一八四八年六月》，表达了劳动群众对资产阶级血腥镇压的愤懑与抗议。这首诗歌深刻地反映出无产阶级与资产阶级之间你死我活的尖锐对立的阶级关系，调子悲愤而低沉。六月起义的失败，使法国工人阶级投入了空想社会主义的怀抱，鲍狄埃也受到了空想社会主义的思想影响，致使诗歌的战斗作用有所削弱。
1851年12月2日，路易·波拿巴发动反动政变，埋葬了共和国，建立了法国历史上的第二帝国。在政变后的第三天，鲍狄埃写下了《谁将为她复仇？》，对君主制的复辟表示愤慨。
1865年加入第一国际巴黎支部，第二帝国垮台后，他在《1870年10月31日》一诗中提出“快成立红色的公社”的口号，并于1869年被巴黎工人推选为巴黎工人协会联合代表，参加领导工作，成为工人运动的活动家。1870年，鲍狄埃组织起印花布职工成立工会，并推动国会参加第一国际，其本身也成为第一国际巴黎支部联合会的委员。1871年3月至5月，法国巴黎公社革命爆发了，3月28日，巴黎公社成立了，英勇的巴黎工人建立了第一个无产阶级政权，在巴黎公社进行革命斗争的72天中，鲍狄埃奋不顾身地投入战斗，被选为公社委员，在巴黎公社期间，鲍狄埃先后担任国民自卫军中央委员会委员、二十区中央委员会委员、公社委员。他在担任公社社会服务委员会委员时，被人们称誉为“最热情的公社委员之一”，和公社战士一起在街垒浴血战斗，在五月最后一个星期，流血周中，鲍狄埃右手残废，仍坚持战斗，为保卫公社直战斗到5月“流血周”的最后一天。巴黎公社被反革命暴力镇压而失败，5月30日公社失败后的第二天。
1871年6月，鲍狄埃躲过敌人的搜捕，在郊区小巷一所老房子的阁楼上怀着满腔热血和悲痛，用战斗的笔写下了震撼寰宇的宏伟诗篇，一首诗名为《英特纳雄耐尔（Internationale）》的不朽的无产阶级战歌，即《国际歌》，对马克思主义革命原理和巴黎公社历史经验加以艺术概括，正式宣告向敌人“开火”；7月被迫出逃。
1871至1880年，鲍狄埃被凡尔赛法庭缺席判处死刑，之后一直流亡国外，先后在英国、美国流亡近10年，在英国、美国流亡的十年期间，仍积极参加当地的工人运动，同时不懈地创作诗歌，宣传革命思想，鼓励全世界无产者团结起来奋勇斗争，就是在这个时期，他以纪念公社、揭露资本主义制度、反映无产阶级的苦难和斗争为中心题材，创作《白色恐怖》《美国工人致法国工人》《巴黎公社》等大量革命诗篇。1887年出版了《革命歌集》，其中包括这首歌，是国际歌第一次公开发表。
1880年大赦后回国，参加了法国工人党。

## 逝世

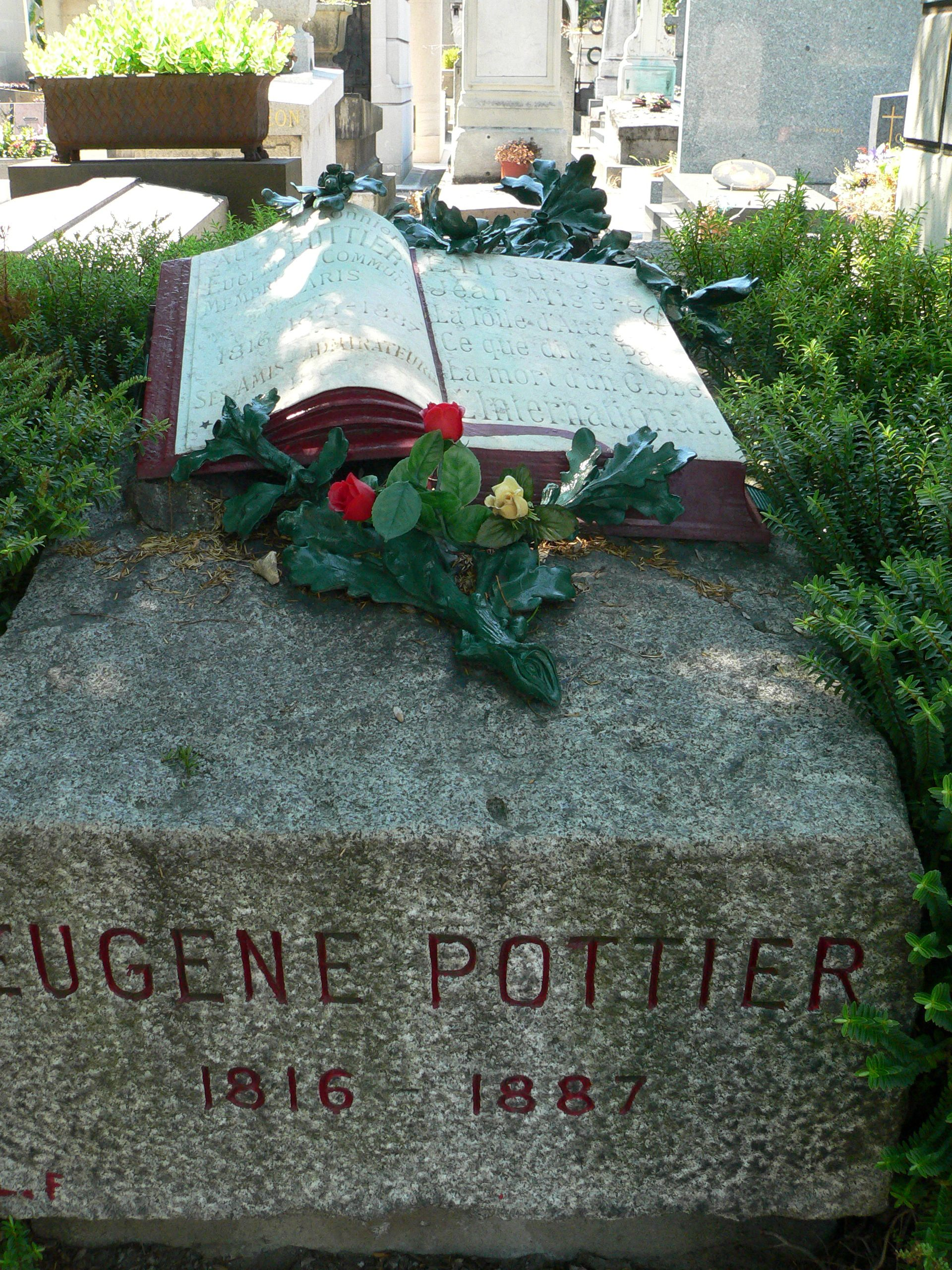
欧仁·鲍狄埃墓，位于拉雪兹公墓

1887年11月6日，在贫困中逝世，葬于巴黎拉雪兹公墓。鲍狄埃发表过许多活页歌片和诗歌小册子，均已散佚，仅有《革命歌集》和《鲍狄埃全集》传世。生前还发表了《少年诗神》(1831)、《社会经济诗和社会主义革命歌集》(1884)、《革命歌集》(1887)等多种诗集。他的诗歌热情洋溢，质朴有力，充分表现了革命无产阶级的豪迈气魄，列宁称誉鲍狄埃是“是一位最伟大的用诗歌作为工具的宣传家”。